# اسوالد پوهل
اسوالد پوهل (به آلمانی: Oswald Pohl) (زاده ۳۰ ژوئن ۱۸۹۲ _ مرگ ۸ ژوئن ۱۹۵۱) یک سپهبد آلمانی و متصدی پروژه‌های کار برای ساکنان اردوگاه‌های کار اجباری آلمان نازی و همچنین رئیس اداره اصلی اقتصادی و اجرایی اس‌اس بود.وی در ۸ ژوئن ۱۹۵۱ به همراه اوتو اهلندرف و چند تن دیگر در زندان لاندسبرگ اعدام شد.